# Przewodniczący Senatu Belgii
Prezydent Senatu Belgii (hol.: Voorzitter van de Senaat, fr.: Président du Sénat) to przewodniczący izby wyższej Parlamentu Federalnego Belgii. Jest on wybierany przez senatorów przy czym musi mieć poparcie przynajmniej jednego z senatorów prawa (potomków obecnego monarchy). Król może odrzucić wybór senatorów, lecz po raz ostatni zdarzyło się to w 1936 roku.
Prezydent Senatu ma następujące uprawnienia:
- przewodniczy zebraniom senatu
- w wypadku śmierci premiera jest on pełniącym obowiązki szefa rządu
- za zgodą króla zwołuje radę stanu (Król, prezydent Izby Reprezentantów, następca tronu i on sam)

## Chronologiczna lista Prezydentów Senatu Belgii
| #  | Imię i Nazwisko                         | Portret | Kadencja             | Kadencja             | Partia polityczna | Partia polityczna     |
| #  | Imię i Nazwisko                         | Portret | Od                   | Do                   | Partia polityczna | Partia polityczna     |
| -- | --------------------------------------- | ------- | -------------------- | -------------------- | ----------------- | --------------------- |
| 1  | Goswin de Stassart (1780–1854)          |         | 12 września 1831     | 14 czerwca 1838      |                   | bezpartyjny           |
| 2  | Pierre de Schiervel (1783–1866)         |         | 13 listopada 1838    | 27 maja 1848         |                   | bezpartyjny           |
| 3  | Augustin Dumon-Dumortier (1791–1852)    |         | 27 czerwca 1848      | 28 stycznia 1852     |                   | Partia Liberalna      |
| 4  | Eugène de Ligne (1804–1880)             |         | 25 marca 1852        | 18 lipca 1879        |                   | Partia Liberalna      |
| 5  | Camille de Tornaco (1807–1888)          |         | 11 listopada 1879    | 8 marca 1880         |                   | Partia Liberalna      |
| 6  | Edmond de Sélys Longchamps (1813–1900)  |         | 3 sierpnia 1880      | 28 maja 1884         |                   | Partia Liberalna      |
| 7  | Jules d’Anethan (1803–1888)             |         | 23 lipca 1884        | 19 sierpnia 1885     |                   | Partia Katolicka      |
| 8  | Charles de Merode (1824–1892)           |         | 10 listopada 1885    | 6 kwietnia 1892      |                   | Partia Katolicka      |
| 9  | Henri t'Kint de Roodenbeke (1817–1900)  |         | 26 kwietnia 1892     | 10 listopada 1899    |                   | Partia Katolicka      |
| 10 | Joseph d'Ursel (1848–1903)              |         | 14 listopada 1899    | 15 listopada 1903    |                   | Partia Katolicka      |
| 11 | Henri de Merode (1856–1908)             |         | 2 grudnia 1903       | 13 lipca 1908        |                   | Partia Katolicka      |
| 12 | Alfred Simonis (1842–1931)              |         | 28 sierpnia 1908     | 5 sierpnia 1911      |                   | Partia Katolicka      |
| 13 | Paul de Favereau (1856–1922)            |         | 14 listopada 1911    | 26 sierpnia 1922     |                   | Partia Katolicka      |
| 14 | Arnold t'Kint de Roodenbeke (1853–1928) |         | 14 listopada 1922    | 10 sierpnia 1928     |                   | Partia Katolicka      |
| 15 | Charles Magnette (1853–1928)            |         | 13 listopada 1928    | 28 października 1932 |                   | Partia Liberalna      |
| 16 | Emile Digneffe (1858–1937)              |         | 27 grudnia 1932      | 11 sierpnia 1934     |                   | Partia Liberalna      |
| 17 | Maurice Lippens (1875–1956)             |         | 13 listopada 1934    | 13 kwietnia 1936     |                   | Partia Liberalna      |
| 18 | Romain Moyersoen (1870–1967)            |         | 1 lipca 1936         | 6 marca 1939         |                   | Partia Katolicka      |
| 19 | Robert Gillon (1884–1972)               |         | 26 kwietnia 1939     | 8 listopada 1947     |                   | Partia Liberalna      |
| 20 | Henri Rolin (1891–1973)                 |         | 11 listopada 1947    | 6 listopada 1949     |                   | BSP-PSB               |
| 21 | Robert Gillon (1884–1972)               |         | 8 listopada 1949     | 30 kwietnia 1950     |                   | Partia Liberalna      |
| 22 | Paul Struye (1896–1974)                 |         | 27 czerwca 1950      | 12 marca 1954        |                   | CVP-PSC               |
| 23 | Robert Gillon (1884–1972)               |         | 5 maja 1954          | 29 kwietnia 1958     |                   | Partia Liberalna      |
| 24 | Paul Struye (1896–1974)                 |         | 24 czerwca 1958      | 5 października 1973  |                   | CVP-PSC               |
| 25 | Pierre Harmel (1911–2009)               |         | 19 października 1973 | 9 marca 1977         |                   | PSC                   |
| 26 | Robert Vandekerckhove (1917–1980)       |         | 7 czerwca 1977       | 23 lutego 1980       |                   | CVP                   |
| 27 | Edward Leemans (1926–1998)              |         | 5 marca 1980         | 8 listopada 1987     |                   | CVP                   |
| 28 | Roger Lallemand (1932–2016)             |         | 10 marca 1988        | 10 maja 1988         |                   | PS (Walonia)          |
| 29 | Lambert Kelchtermans (1929-2021)        |         | 16 maja 1988         | 10 października 1988 |                   | CVP                   |
| 30 | Frank Swaelen (1930-2007)               |         | 11 października 1988 | 5 maja 1999          |                   | CVP                   |
| 31 | Armand De Decker (1948-2019)            |         | 14 czerwca 1999      | 20 lipca 2004        |                   | PRL-FDF-MCC           |
| 32 | Anne-Marie Lizin (1949-2015)            |         | 20 lipca 2004        | 12 lipca 2007        |                   | Partia Socjalistyczna |
| 33 | Armand De Decker (1948-2019)            |         | 12 lipca 2007        | 20 lipca 2010        |                   | MR                    |
| 34 | Danny Pieters (ur. 1956)                |         | 20 lipca 2010        | 11 października 2011 |                   | N-VA                  |
| 35 | Sabine de Bethune (ur. 1958)            |         | 11 października 2011 | 14 października 2014 |                   | CD&V                  |
| 36 | Christine Defraigne (ur. 1962)          |         | 14 października 2014 | 3 grudnia 2018       |                   | MR                    |
| 37 | Jacques Brotchi (ur. 1948)              |         | 14 grudnia 2018      | 4 lipca 2019         |                   | MR                    |
| 38 | Sabine Laruelle (ur. 1965)              |         | 18 lipca 2019        | 13 października 2020 |                   | MR                    |
| 39 | Stephanie D’Hose (ur. 1981)             |         | 13 października 2020 | nadal                |                   | Open VLD              |